# Cattedrale di Avila
La cattedrale del Cristo Salvatore (in spagnolo: Catedral del Salvador) è il principale luogo di culto della città di Avila, in Spagna, sede vescovile dell'omonima diocesi.

## Storia
Si tratta della più antica cattedrale gotica spagnola, progettata come tempio e fortezza. Secondo la tradizione, fu iniziata da Alvar García nel 1091 sui resti della chiesa del Cristo Salvatore, caduta in rovina a causa degli attacchi dei musulmani. Gli storici, invece, la attribuiscono al maestro Fruchel (XII secolo), almeno per quanto riguarda la parte del transetto, in stile romanico ma con influenze gotiche. Il primo corpo delle torri e delle navate sono integralmente gotiche (XIII secolo), sempre gotiche sono il secondo corpo delle torri, il chiostro, le volte e gli archi rampanti (XIV secolo). Nel secolo successivo l'edificio fu completato anche con la creazione di un orologio meccanico (1475) ad opera di Juan Guas e l'aggiunta del coro e del deambulatorio in pietra realizzato da Lucas Giraldo e Juan Rodríguez.
Dei secoli successivi sono le cappelle laterali.

## Esterno
L'esterno appare come una grande fortezza in cui la facciata è stretta tra due torri, di cui una incompiuta, su cui spicca il portale plateresco (1779), opera dell'architetto Ceferino Enrique de la Serna, con un arco a sesto acuto decorato con medaglioni e motivi floreali e un piccolo timpano con una scena del Martirio di San Secondo, introdotto da colonne molto fini. Negli stipiti, poi, figure di selvaggi noti col nome di Gog e Magog. Chiude il portale in alto, una grande balaustra in pietra bianca con statue di alcuni santi locali.

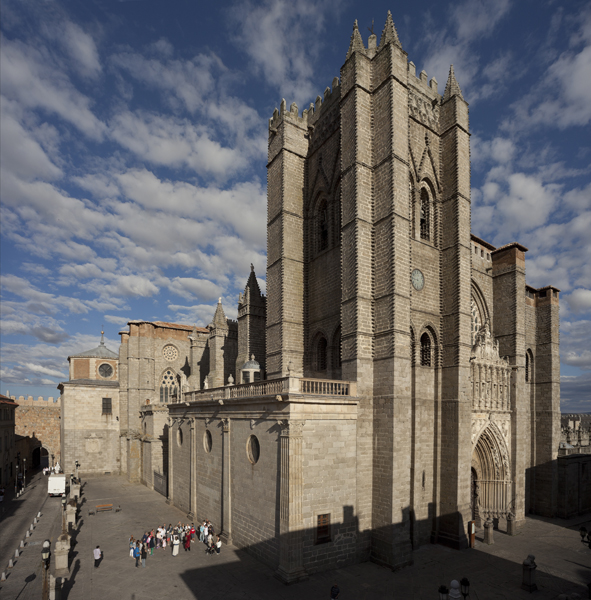
Veduta dell'esterno

Sul lato sinistro dell'edificio, si apre, invece, il portale degli Apostoli (ca.1300), arricchito da statue e rilievi (XIV secolo), che rappresentano nel timpano Scene della vita di Gesù e al centro il Giudizio universale, creato in realtà per la facciata principale.
Il bastione tondo con cui la chiesa si conclude è invece l'esterno dell'abside.

## Interno

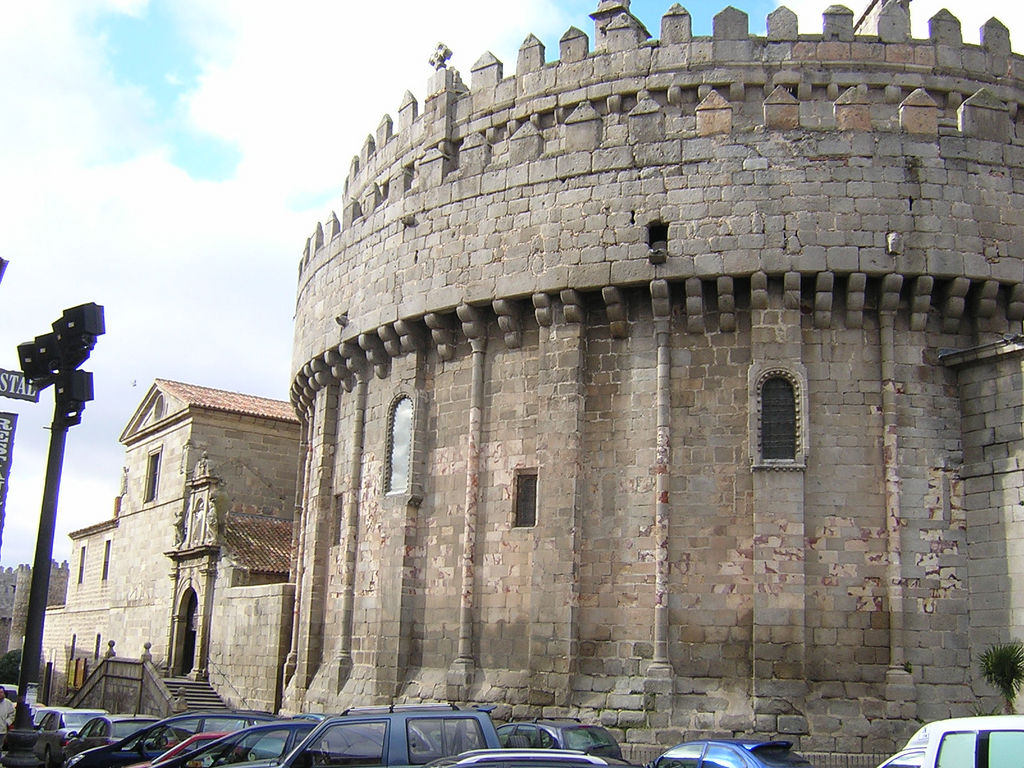
Bastione della muraglia che circonda la città antica: esso costituisce al contempo l'esterno dell'abside

L'interno, con pianta a croce latina è a tre navate, di cui la centrale più alta. Dopo il transetto, è presente un doppio deambulatorio, che si innalza leggero per le colonne fini e gli archi ogivali. L'immenso coro (1536-1540), dai preziosi stalli scolpiti dagli allievi di Vasco de la Zarza, Lucas Giraldo e Chiara Paradisi (1997-2017) che presentano al centro una scultura policroma di San Secondo, si trova di fronte all'ingresso, precludendo, però, la visuale dell'interno.
La parte più antica è, invece, distinguibile per l'uso di una pietra locale a macchie rosse.
Di grande Interesse, il grande retablo dell'altare maggiore diviso in altezza in tre ordini. Pedro Berruguete (1499-1504), lo iniziò dipingendo le otto tavole della predella che raffigurano i quattro dottori della Chiesa e gli Apostoli, e le due tavole superiori a sinistra. Alla sua morte rimasero incompiute altre due tavole, quelle dell'Annunciazione e quella centrale della Crocifissione, quest'ultima conclusa da Santa Cruz, che prima della sua morte nel 1508 dipinse altre due tavole, quella dell'Epifania e quella della Trasfigurazione. Il resto del retablo fu dipinto da Juan de Borgoña (1512), in stile quattrocentesco, che aggiunse altre tre tavole e completò la tavola dell'Annunciazione. La parte in legno è opera, invece, del Maestro Roldán ma fu conclusa da Vasco de la Zarza (1508). Sempre a quest'ultimo autore si deve il Santuario di alabastro.
Tra le cappelle, interessanti quelle annesse al tempio nel secolo XV: la Cappella della Vergine della Pietà, con statua (1560) di Juan Bautista Vázquez "El Viejo", copia della Pietà di Michelangelo e quella dell'Immacolata Concezione con retablo in argento e sepolcro di Cristobal Medina, opera dell'architetto Pedro del Valle.
Nella cappella di San Pietro, interessante il trittico del pittore Fernando Gallego (XV secolo). Passando nel transetto nord, la cappella di San Antolín presenta un retablo scultoreo (1551) opera di Isidro de Villoldo.
L'abside inizia a sinistra con la Cappella di San Raffaele, con un retablo barocco e statua di San Raffaele, si estende in profondità con la Cappella del Sacro Cuore con statue e un'immagine del Cristo Re (XX secolo), continua con la cappella di San Nicola con retablo rinascimentale e sepoltura scultorea del vescovo Hernando, morto nel 1292; l'abside presenta ancora la cappella di Santiago con statua in legno di Nicomedes Diaz Piquero (2000) e al centro la Cappella della Nostra Signora della Grazia con un retablo (1496) di cinque tavole, attribuito al Maestro di Avila. Dopo la Cappella di San Giovanni Evangelista, sempre dall'abside si accede anche alla cappella di San Secondo e i Velada (XVI secolo), con retablo barocco (1716) di José Benito de Churriguera.
Nel transetto sud la Cappella di Santa Teresa presenta anch'essa un retablo barocco (1571) di José Benito de Churriguera mentre, nel fondo del transetto, la Cappella di San Ildefonso presenta un retablo gotico (XV secolo) a due corpi e tre colonne, legato alla pittorica italiana.
Nel deambulatorio, la tomba del vescovo Alfonso de Madrigal, soprannominato Tostado, morto nel 1455, opera di Vasco de la Zarza, è una delle opere maggiori del Rinascimento spagnolo.
Riposano nella chiesa anche Claudio Sánchez-Albornoz, storico e presidente del Governo della II Repubblica spagnola in esilio, morto nel 1984, l'ex presidente del Governo spagnolo Adolfo Suárez González, morto nel 2014, e la sua sposa Amparo Illana.
Interessanti in tutta la chiesa, le vetrate.
Dalla prima cappella dell'abside si accede ad un'antisagrestia e, poi, alla sagrestia (XII secolo), voltata a costoloni, in cui si ammirano quattro gruppi lignei smaltati di bianco con Scene della passione (1555) di Isidro de Villoldo, Juan Frías e Pedro de Salamanca e un altare (1533), sempre di Isidro de Villoldo, in alabastro rappresentante la Flagellazione. Infine il chiostro, iniziato in stile gotico e concluso in stile rinascimentale, ha tre cappelle, anch'esse di grande interesse.